# Samuel Stehman Haldeman
Pour les articles homonymes, voir Haldeman.
Samuel Stehman Haldeman est un naturaliste et un linguiste américain, né le 12 août 1812 à Locust Grove en Pennsylvanie et mort le 10 septembre 1880 à Chickies en Pennsylvanie.

## Biographie
Il fait ses études au Dickinson College et est géologue de l’État du New Jersey de 1837 à 1842. En 1851, il devient professeur de sciences naturelles à l'université de Pennsylvanie. En 1855, il part au Delaware College, où il obtient un poste identique, mais en 1869, il retourne à l'université de Pennsylvanie comme professeur de linguiste comparée où il reste jusqu'à sa mort.
Il est l’auteur de 200 publications sur la philologie, les échecs et l’histoire naturelle.

## Liste partielle des publications
- Freshwater Univalve Molliesca of the United States (1840).
- Zoological Contributions (1842-1843).
- Analytic Orthography (1860).
- Tours of a Chess Knight (1864).
- Pennsylvania Dutch, a Dialect of South German with an Infusion of English (1872).
- Outlines of Etymology (1877).
- Word-Building (1881).

## Source
- Robert Tucker Abbott (1974). American Malacologists. A National Register of Professional and Amateur Malacologists and Private Shell Collectors and Biographies of Early American Mollusk Workers Born Between 1618 and 1900, American Malacologists (Falls Church, Virginie) : iv + 494 p.  (ISBN 0-913792-02-0)